# Jinkebachchahalli, Dod Ballapur
Jinkebachchahalli là một làng thuộc tehsil Dod Ballapur, huyện Bangalore Rural, bang Karnataka, Ấn Độ.